# Muras (kommunhuvudort)
Muras är en kommunhuvudort i Spanien.   Den ligger i provinsen Provincia de Lugo och regionen Galicien, i den nordvästra delen av landet, 500 km nordväst om huvudstaden Madrid. Muras ligger 470 meter över havet och antalet invånare är 943.
Terrängen runt Muras är lite kuperad. Runt Muras är det ganska glesbefolkat, med 21 invånare per kvadratkilometer. Närmaste större samhälle är As Pontes de García Rodríguez, 10,4 km väster om Muras. Omgivningarna runt Muras är en mosaik av jordbruksmark och naturlig växtlighet.